# Baubiologie
Baubiologie ist ein Sammelbegriff für die umfassende Lehre der Beziehung zwischen dem Menschen und seiner gebauten Umwelt, aber auch die umweltfreundliche und schadstoffminimierte Ausführung der Bauwerke durch den Einsatz geeigneter Erkenntnisse und Techniken.
Das Ziel eines „gesunden und nachhaltigen Bauens und Wohnens“ soll durch die ganzheitliche Betrachtung physiologischer, psychologischer, architektonischer und physikalisch-technischer Zusammenhänge und der Wechselwirkung zwischen Bauwerk, Nutzer (Bewohner) und dessen Umwelt erreicht werden. Baubiologische Grundsätze finden neben der Sanierung und dem Bau von Wohnungen auch Anwendung bei Bauten mit besonderen hygienischen Anforderungen wie Schulgebäuden, Krankenhäusern und Kindergärten sowie Bauten mit langen Aufenthaltszeiten der Nutzer wie Büros und anderen Arbeitsstätten.
Das Themenfeld der Baubiologie überschneidet sich zu einem guten Teil mit dem der Wohngesundheit, die auf die Vermeidung von schädlichen Emissionen und anderen Einwirkungen von Wohngebäuden auf seine Nutzer abzielt.
In dieser Bedeutung lässt sich die Baubiologie von der Bauökologie abgrenzen, die unter anderem als die Lehre der Wechselbeziehungen zwischen Gebäuden und der Umwelt definiert wird. Teilweise werden beide Begriffe jedoch auch synonym gebraucht.

## Geschichte
Als Begründer der Baubiologie in Deutschland, eines Vorläufers des ökologischen Bauens, gilt der Arzt Hubert Palm, der mit zahlreichen Vorträgen in den 1960er Jahren bekannt wurde. Sein Buch Das gesunde Haus ist ein Grundlagenwerk der Baubiologie. Pionierprojekte und erste baubiologische Architektenkreise entstanden Anfang der 1970er Jahre, besonders im süddeutschen Raum, unter anderem das Institut für Baubiologie (IBN) in Rosenheim und der Bund für Architektur & Baubiologie (BAB), der Vorläufer des Bundes Architektur & Umwelt (B.A.U.) in Deutschland. Wichtig für den Durchbruch der Baubiologie waren Publikationen von Anton Schneider.
Eines der ersten konsequent baubiologischen Wohnhäuser ist das 1975–1976 vom Architekten Heiko Folkerts entwickelte und gebaute Haus Folkerts in Bernried am Starnberger See.
Schweizer Anhänger dieser baulichen Orientierung gründeten 1977 das Schweizerische Institut für Baubiologie (SIB) mit Zentralsekretär Bosco Büeler. Als dieses Institut aus finanziellen Gründen aufgegeben werden musste, entstand daraus der Verein Schweizerische Interessengemeinschaft Baubiologie SIB, der 2016 in Baubioswiss umbenannt wurde.

## Praxis
Baubiologen beschäftigen sich mit dem Wohn- und Arbeitsumfeld der Menschen. Ihr Tätigkeitsfeld erstreckt sich von der Beratung zu gesundem Schlafen und Wohnen, dem Bau und der Sanierung von Gebäuden und Wohnungen, über die gezielte Analyse belastender Raumfaktoren, bis hin zur Verbreitung baubiologischen Wissens durch Vorträge, Seminare, Fachliteratur und Kongresse.
Baubiologische Messtechniker führen Untersuchungen zu nachweislich schädlichen Faktoren wie Schadstoffen und Schimmelpilzen, oft auch zu physikalischen Größen wie elektrische und magnetische Wechselfelder und elektromagnetischen Wellen im Rahmen der elektromagnetischen Umweltverträglichkeit oder Lärm durch. Innenraumfaktoren können die Menschen je nach persönlicher Konstitution und Vorbelastungen gesundheitlich unterschiedlich belasten.
Ein weiteres Ziel der Baubiologie ist auch die Schonung der natürlichen Ressourcen und die Förderung eines verantwortungsvollen Umgangs mit der Natur.
Die Baubiologie entwickelt sich international. Aus- und Weiterbildungsmöglichkeiten bestehen u. a. bereits in Amerika, England, Spanien, Italien, Japan, den Niederlanden und der Schweiz.

## Ausbildung und Beruf

### Deutschland
In Deutschland kann jeder unabhängig von seiner Ausbildung oder einschlägigen Praxiserfahrungen die Bezeichnung Baubiologe führen. Es gibt in verschiedenen Ländern Ausbildungslehrgänge zum Baubiologen, welche von privaten Instituten oder Vereinen angeboten werden. Die Studieninhalte der Ausbildungsinstitute sind nur teilweise miteinander vergleichbar.
Häufig werden baubiologische Dienstleistungen als Zusatzqualifikation angeboten:
- im Baubereich von Architekten, Bauingenieuren und Bauhandwerkern
- in der Elektrotechnik von Elektrotechnikern und Elektrikern
- im Gesundheitswesen bei Ärzten, Heilpraktikern
- in der Forschung (Chemie, Biologie, Physik)

Auch manche Geomanten, Wünschelrutengänger, Pendler und andere Anhänger von Parawissenschaften bezeichnen sich als Baubiologen. Seriöse Anbieter arbeiten mit wissenschaftlich anerkannten und reproduzierbaren Messmethoden und weisen ihre Sachkenntnis durch kontinuierliche Weiterbildung nach.
In Deutschland bietet u. a. das Institut für Baubiologie + Nachhaltigkeit IBN seit 1977 den staatlich zugelassenen Fernlehrgang Baubiologie an, seit Anfang 2015 auch als Online-Lehrgang.

### Schweiz
In der Schweiz existierte seit 1992 eine Ausbildung mit eidgenössisch anerkanntem Fachausweis durch das Schweizer Institut für Baubiologie SIB. Nach der Insolvenz des SIB wird die Ausbildung von der Genossenschaft Bildungsstelle Baubiologie als eine berufsbegleitende modulare Weiterbildung zum Thema Baubiologie weitergeführt, jedoch bis 2011 ohne staatliche Anerkennung von dessen Abschlussprüfung. Seit 2011 können Absolventen dieses Lehrganges wieder eine eidgenössische höhere Fachprüfung ablegen.

### Niederlande
In den Niederlanden ist das Ausbildungsangebot des unabhängigen Institut Bouwbiologie Benelux als Weiterbildung durch die Niederländische Architektenkammer anerkannt. Die Ausbildung zum Bouwbioloog/Bouwbiologe IBB findet sowohl on- als auch offline statt und wird mit einer Theorie- und Praxisprüfung abgeschlossen. Der Abschluss berechtigt zur Mitgliedschaft im Berufsverband Bouwbiologie Benelux BBB.